# EC Vitória
Esporte Clube Vitória, oftast enbart Vitória, är en fotbollsklubb från Salvador i delstaten Bahia i Brasilien. Klubben grundades den 13 maj 1899. Klubben spelar på sin egenägda arena, Estádio Manoel Barradas (vanligen kallad Barradão), som har en kapacitet på 35 632 åskådare vid fullsatt. Vitórias största rivaler är Esporte Clube Bahia, och matcherna mellan lagen kallas för "Ba-Vi", och är en av de största matcherna i Brasilien.
Klubben har, per 2011, inte vunnit den högsta nationella serien, Campeonato Brasileiro Série A, men har kommit tvåa en gång (1993) och kommit tvåa i Série B 1992 och tvåa i Série C 2006. Vitória har även kommit tvåa i Copa do Brasil vid ett tillfälle, nämligen 2010. Därutöver har de vunnit distriktsmästerskapet i Bahia, Campeonato Baiano, vid 26 tillfällen.